# 白岩一揆
寛永白岩一揆（かんえいしらいわいっき）は、寛永10年・寛永15年の2度、出羽国村山郡白岩郷（山形県寒河江市白岩および山形県西村山郡西川町）の百姓を中心とした一揆である。

## 概要

### 寛永10年の一揆
元和8年（1622年）8月18日、山形藩最上家の内紛により改易され、白岩郷の領主は松根備前守光広から酒井長門守忠重へと変わる。
当時の白岩郷の実質石高は5700石程度であったが、松根光広が移動先での知行高を確保するために増高操作がされており石高8000石とされていた。
酒井忠重入封以後、大幅な控除がなされていた地域の控除が一切認められなくなった。また、年貢率が高1石あたり五斗五升から六斗三升へと上昇した。これにより、年貢は3190石から5040石まで増大した。
さらに、年貢の二重課税、田畑の不当な没収、過度の夫役・課役、米、酒などの独占的専売などにより百姓の生活は困窮し、身売り、餓死者1454人にもおよんだとされる。
寛永10年（1633年）5月、幕府巡見使、分部左京光信、大河内平十郎正勝、松田善右衛門が白岩郷に下向した際に、百姓は幕府巡見使に7度にわたって酒井忠重の苛政を愁訴する。
寛永10年10月10日附の二十三箇条の目安状（白岩目安）を作成し、白岩郷の百姓総代10名程度が、酒井忠重の苛政を幕府に直訴する。直訴した百姓総代達は捕らえられる。
裁定の間に4名が獄死する。
庄内藩は長谷川権左衛門と牧野勘右衛門等に白岩の在番を命じる。
長谷川権左衛門は幕府の評定所に出頭し、酒井忠重を支援し、結果、百姓の処分は家法に任ずる事となる。
庄内藩は高力喜左衛門と牧勘兵衛を江戸に遣わし百姓総代を連れ帰り、天党原にて磔刑に処す。
寛永15年（1638年）3月7日、酒井忠重は本家酒井家預かりとなり、白岩郷は幕領に編入され、延沢の代官小林十郎左衛門の所管となる。

### 寛永15年の一揆
寛永15年（1638年）6月、長年にわたる酒井忠重の苛政により疲弊していた百姓は、困窮の果てに再び幕府に上訴し代官所を相手に一揆を企てる。
幕府より鎮圧を指示されるも、代官所の手勢では鎮圧することが敵わないとみた代官は山形藩主である保科正之に救援を求める。
保科正之は城代家老保科民部に一計を授け白岩に派遣し、連判の者が山形城の保科正之へ直訴するよう促した。
寛永15年（1638年）6月28日、山形城下の宿に終結した百姓35名を召し捕る。
寛永15年（1638年）7月21日、山形長町広川原で36名が磔刑に処される。

## 白岩義民
寛永白岩一揆の犠牲者は白岩義民として現代まで長く伝えられている。
山形県寒河江市白岩にある光沢山誓願寺の境内には、寛永15年の一揆において処刑された38名の法名を刻んだ墓碑がある。これは元禄前後に総名主・総百姓の名の下に大庄屋和田庄左エ門が主催して建立されたもので「白岩義民の墓」として地域民に親しまれてる。
（寒河江市史編纂委員であった阿部酉喜夫は、江戸表に直訴して処刑された2名と山形長町広川原で処刑された36名を合わせての38名であろうとしている。）
また、山形県西村山郡西川町間沢にある東泉寺には寛文期に建立された、3名の法名を刻んだ2基の供養塔がある。

## 白岩目安
寛永10年の一揆における二十三箇条の目安状は「白岩目安」「白岩状」という目安往来物として、山形県、秋田県、岩手県、福島県などに広く流布しており、写本が多く分布している。